# Cavalletto (tortura)

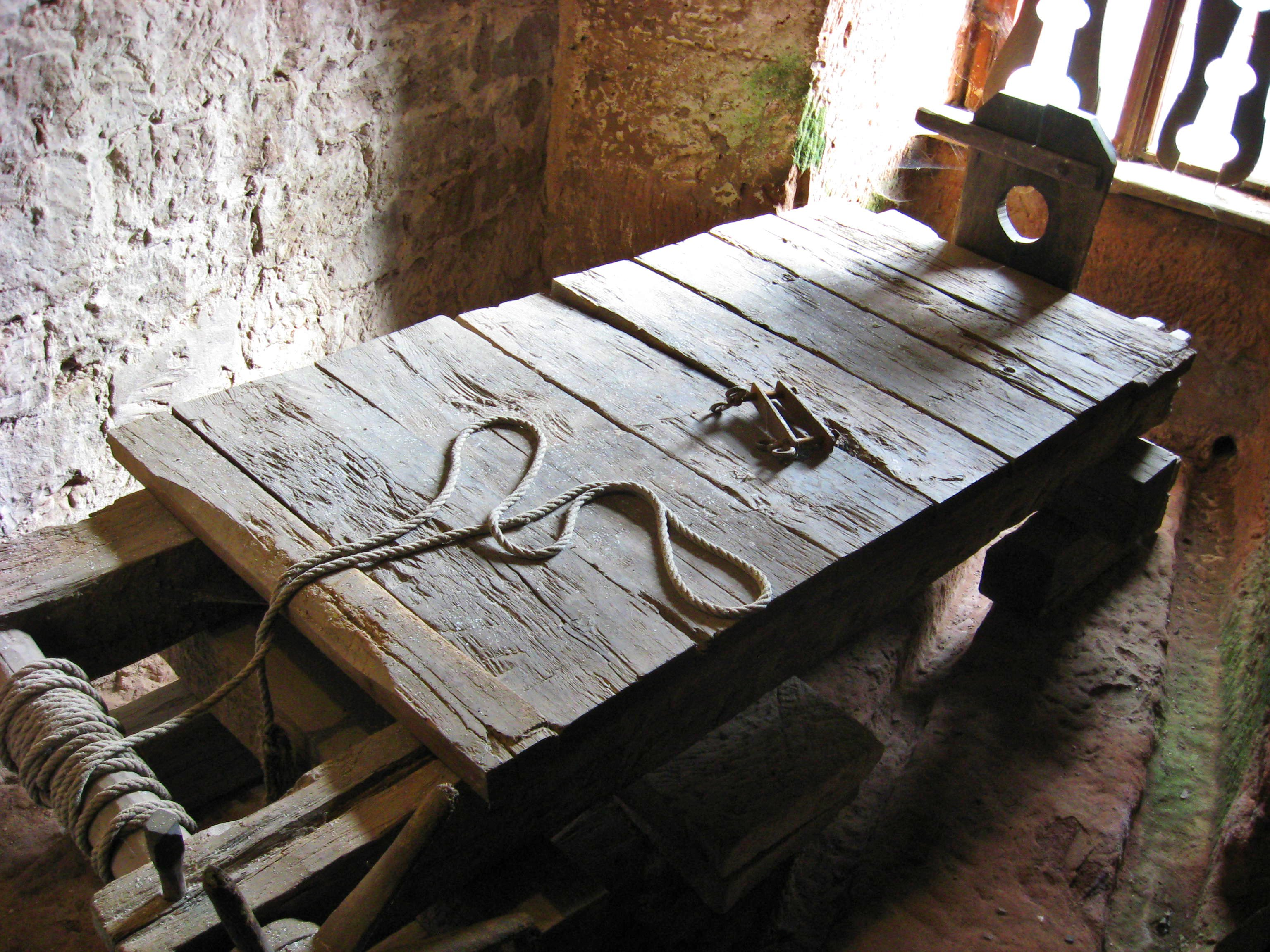

Il cavalletto era uno strumento per infliggere una pena corporale affine alla flagellazione, meno grave del tratto di corda.

## Descrizione e storia
Il reo era legato ad una sorta di banco su cui era piegato mostrando la schiena al flagellatore, da cui veniva colpito con uno scudiscio. Questa pena era in uso a Roma fino all'Ottocento: l'editto del cardinale Antonelli del 30 luglio 1855 prevedeva per i ladri una pena da quindici a trenta battiture.

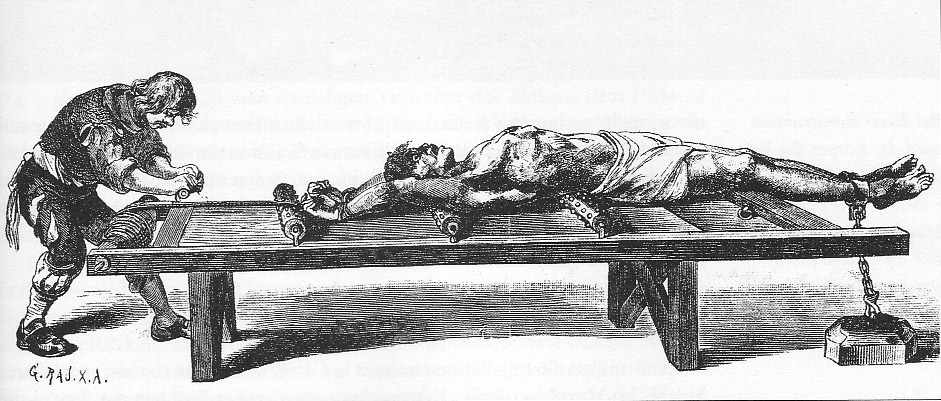
Cavalletto in uso

Così commenta Giuseppe Gioacchino Belli nel sonetto 844 'Piazza Navona' (Roma 1º febbraio 1833):
sur culo a chi le vò trenta nerbate»
(Giuseppe Gioacchino Belli)
e circa gli effetti soggiunge nel sonetto 253 'La corda ar corzo' (Roma 21 novembre 1831):
un galantuomo, senza stacce a letto,
pò annà per fatto suo come un signore.»
(Giuseppe Gioacchino Belli)

## Altri strumenti
Con questo termine si indica anche uno strumento di tortura noto anche come tavolo di stiramento, composto da una struttura in legno su cui la vittima veniva distesa. Grazie a un sistema di corde e pulegge le braccia e le gambe venivano tirate, fino anche alla disarticolazione.
Veniva chiamato cavalletto anche uno strumento noto come cavallina spagnola, che consisteva in una trave di legno triangolare posta su due cavalletti con lo spigolo rivolto verso l’alto. La vittima era fatta salire a cavalcioni sulla trave e lo spigolo provocava lesioni al perineo e agli organi genitali.